# Crucifix de Rinaldo da Siena
Le Crucifix de Rinaldo da Siena est une croix peinte en  tempera sur bois réalisée par Rinaldo da Siena au XIIIe siècle entre 1260 et 1270 et  conservée au musée civique de San Gimignano.

## Histoire
Le Crucifix peint provient du couvent San Girolamo de San Gimignano.

## Description
Le crucifix est de style Christus patiens, représentant le « Christ mort résigné » (kénose) de la représentation orientale (byzantine) montrant les déformations dues aux sévices infligés :
- Face tournée, émaciée saisie par la mort dans une pose sereine,
- yeux fermés du  masque mortuaire,
- affaissement du corps,
- plaies saignantes, (mains, pieds et flanc).

Des scènes annexes figurent autour du chantournement du corps du Christ :
- Dans les panneaux latéraux  sont représentées deux personnages contemporains  de la Passion du Christ :  deux pleureuses.
- Les tabellone des extrémités de la croix, affichent à gauche et à droite deux prophètes Isaïe et Jérémie,
- Le Christ bénissant est en clipeus au-dessus du tabellone supérieur (vide).